# Haplostichanthus
Haplostichanthus là chi thực vật có hoa trong họ Annonaceae.